# Dianne Feinstein
Dianne Feinstein (San Francisco, 1933. június 22. – Washington, 2023. szeptember 29.) amerikai politikus, San Francisco polgármestere (1978–1988),  az Amerikai Egyesült Államok szenátora (Kalifornia, 1992–haláláig).
A Demokrata Párt tagja.